# Gundernhausen
Gundernhausen (im lokalen Dialekt: Gunnehause) ist ein Ortsteil der Gemeinde Roßdorf im südhessischen Landkreis Darmstadt-Dieburg.

## Geographie
Der Ort liegt circa fünf Kilometer südwestlich von Dieburg und wenige Kilometer westlich von Groß-Zimmern in der historischen Region Bachgau. In umgekehrter Richtung liegt er nordöstlich unweit vom anderen Ortsteil Roßdorf, und circa zehn Kilometer östlich der kreisfreien Stadt Darmstadt.
Die Umgebung von Gundernhausen besteht fast ausschließlich aus Ackerland, auf dem sich mehrere Bauernhöfe befinden. Weiter nördlich ist das südliche Ende des Oberwalds. Während der Großteil des bewohnten Gebiets auf einer Höhe von 150 bis 160 Metern liegt, befindet sich der südliche Teil des Orts auf einem kleinen Hügel namens Stetteritz, einem erhöhten Gebiet, das sich bis zu circa 55 m über den Rest des Dorfs erhebt.

## Geschichte

### Ortsgeschichte

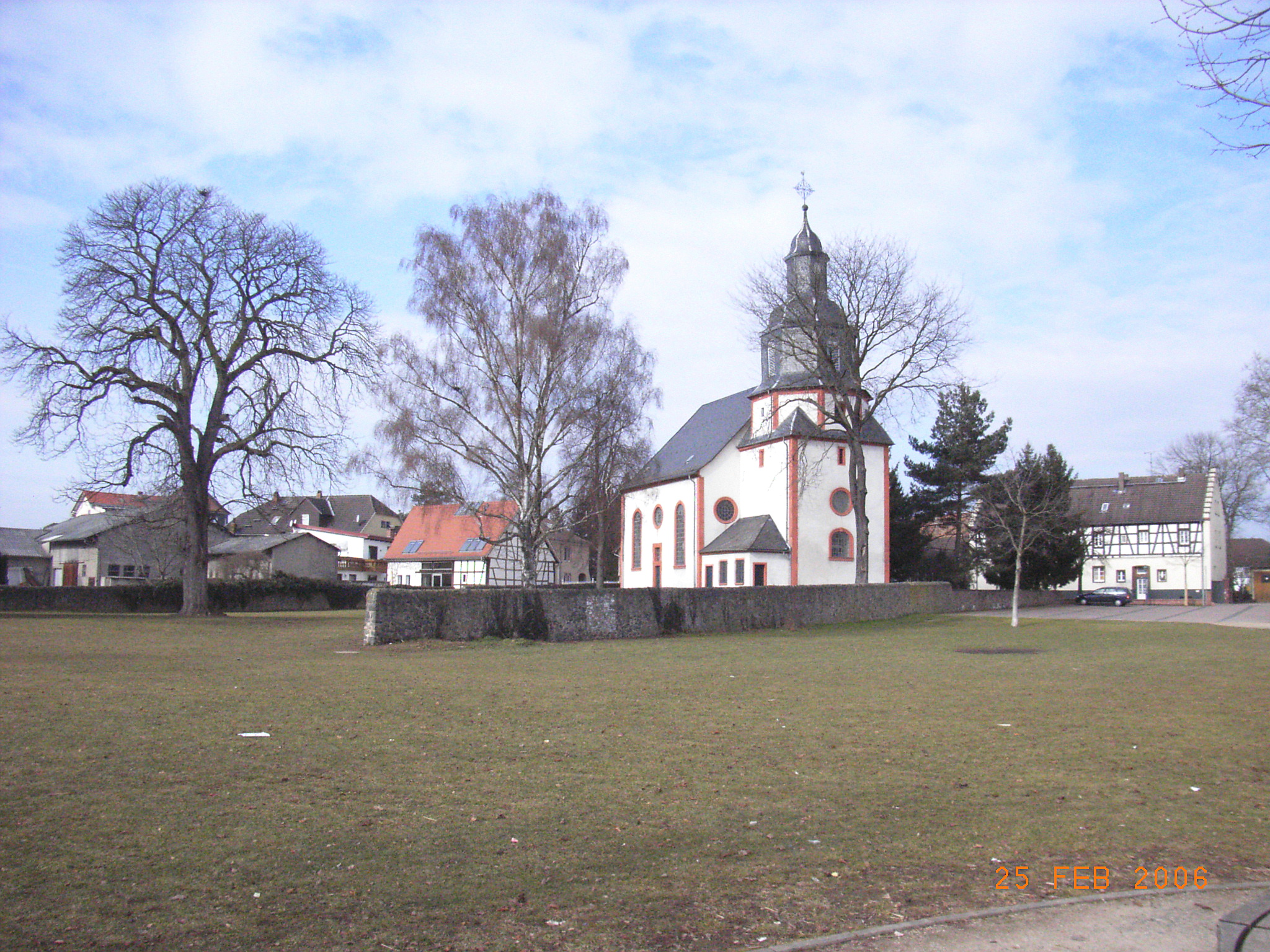
Evangelische Kirche (Gundernhausen) (2006)

Aus Bodenfunden geht hervor, dass die Gemarkung Gundernhausen seit Jahrtausenden besiedelt ist. Bedingt durch den Ortsnamen mit der Endung ...hausen wird vermutet, dass die Siedlung von den Franken im 8. oder 9. Jahrhundert gegründet wurde. Im Jahre 763 schenkte Pippin der Jüngere der Abtei Fulda das heutige Groß-Umstadt mit allem Zubehör, zu dem auch Gundernhausen gehört haben soll.
Die erste schriftliche Erwähnung des kompletten Ortsnamens als Gunthershusen finden wir in einer Urkunde des Klosters Fulda aus dem Jahre 1250. In einer weiteren Urkunde aus dem Jahre 1257 erneuert der Abt von Fulda die Lehen der Grafen Dieter und Eberhard von Katzenelnbogen unter anderem an Gundernhausen. In den historischen Dokumenten ist der Ort dann im Laufe der Jahrhunderte unter wechselnden Ortsnamen belegt. Unter anderem als Gunderadeshusen 1318, als Gunderdehusen 1423, als Gundelhusen 1453, Gondernhusen 1492 und als Gondernhaußen 1671.
Im ausgehenden 14. Jahrhundert kam es zu Streitigkeiten zwischen den Grafen zu Katzenelnbogen und der Stadt Worms, in deren Verlauf große Schäden in der Grafschaft entstanden. Im Schadenverzeichnis aus dem Jahre 1390 ist vermerkt, dass dem Kunz Ulrich von Gundernhausen sieben Ohm Wein genommen wurden. Damit gibt es einen Hinweis auf Weinbauaktivitäten um Gundernhausen.
Im Jahr 1479, mit dem Aussterben der Grafen von Katzenelnbogen, fiel Gundernhausen an die Landgrafschaft Hessen. 1526 wurde Gundernhausen zusammen mit der Landgrafschaft evangelisch. In der evangelischen Kirche blieb die 1520 gegossene Glocke Anna bis heute erhalten. Gundernhausen, das ursprünglich zur Mutterkirche Lengfeld gehörte, erhielt 1412 eine eigene Pfarrei.
Im Dreißigjährigen Krieg wurde Gundernhausen zweimal schwer beschädigt. 1622 wurde das Dorf durch Truppen des Grafen von Mansfeld ausgeraubt, und um das Jahr 1636 lagerten die schwedischen Truppen am heute noch so genannten Schwedenrain. Der anschließenden Pest fielen fast alle Einwohner zum Opfer; jahrelang war der Ort mit den verfallenen Häusern unbewohnt. Das älteste noch vorhandene Kirchenbuch wurde 1599 von Pfarrer Theoderich Kraft Weidling begonnen und endete 1634, als er an der Pest starb.
Nach dem Dreißigjährigen Krieg wurde der Ort langsam wieder neu besiedelt. Die treibende Kraft waren dabei die beiden in der Gemarkung gelegenen Hofgüter.
Im Übergang vom 18. ins 19. Jahrhundert gab es Einquartierungen französischer und anderer Truppen. 1813 wurde die Dieburger Mark aufgelöst und Gundernhausen erhielt anteilig zu seiner damaligen Einwohnerzahl Gemeindewald zugesprochen.
Die Statistisch-topographisch-historische Beschreibung des Großherzogthums Hessen berichtet 1829 über Gundernhausen:

„Gundernhausen (L. Bez. Reinheim) luth. Pfarrdorf; liegt in einer großen Ebene, 2 St. von Reinheim, und hat 108 Häuser und 735 Einw., die bis auf 2 Kath., 1 Reform und 5 Juden lutherisch sind. Unter diesen sind 90 Gewerbsleute und 104 Bauern und Taglöhner. Man findet hier eine 1747 neuerbaute Kirche, das von Grolman’sche Lehengut, mit einem schön angelegten Garten und 4343⁄4 Morgen Acker- und Wiesenland, ein Pfarrhaus, ein neues Schulhaus, eine Mahlmühle und eine zu eben bemerkten Lehengute gehörige Ziegelhütte. Gundernhausen ist der Sitz des Steuerkommissairs, und der Geburtsort des Botanikers Joh. Christoph Röhling, der den 27. April 1757 geboren wurde. – Der Ort kommt in Urkunden unter dem Namen Cuncherateshusen vor und war ein Lehen von Fulda, womit nebst dem Hofe die Grafen von Katzenellenbogen belehnt waren, und welches Lehen namentlich 1250 erneuert wurde. Die Kirche war ein Filial von Roßdorf und wurde erst nach der Reformation zur Pfarrkirche erhoben.“

1863 wurde der erste Verein gegründet, der Bienenzuchtverein. Ihm folgten mehrere Gesangvereine (ab 1865), der erste Turnverein (1905) und später der Kaninchenzuchtverein (1912). 1897 erhielt Gundernhausen Anschluss an das Schienennetz, als am ehemaligen Bahnhof der Bahnstrecke Darmstadt Ost–Groß-Zimmern der erste Eisenbahnzug hielt. Eine elektrische Beleuchtung wurde im Jahr 1913 installiert und eine öffentliche Wasserversorgung entstand 1934 durch das verlegte Wasserrohrnetz.
Wie alle deutschen Gemeinden hatte auch Gundernhausen unter dem Zweiten Weltkrieg zu leiden, und 102 Männer und Frauen überlebten dieses einschneidende Ereignis nicht. Mit dem Einmarsch amerikanischer Truppen am 25. März 1945 ging für Gundernhausen der Krieg zu Ende.
Über 400 Heimatvertriebene und Ausgebombte nahm Gundernhausen in den Jahren 1946 bis 1955 auf; das Dorf veränderte sich, Neubaugebiete wurden erschlossen, die Bevölkerungszahl verdoppelte sich, eine neue Schule wurde eingeweiht, und die 1957 durchgeführte Flurbereinigung veränderte das Landschaftsbild.
Hessische Gebietsreform (1970–1977)
Zum 1. Januar 1977 wurde im Rahmen der Gebietsreform in Hessen kraft Landesgesetz die bis dahin selbstständige Gemeinde Gundernhausen nach Roßdorf eingegliedert, zugleich wurde der Landkreis Darmstadt-Dieburg gegründet, zu dem Gundernhausen seither gehört. Ortsbezirke nach der Hessischen Gemeindeordnung wurden nicht errichtet.

### Verwaltungsgeschichte im Überblick
Die folgende Liste zeigt die Staaten und Verwaltungseinheiten, denen Gundernhausen angehört(e):
- vor 1479: Heiliges Römisches Reich, Grafschaft Katzenelnbogen, Obergrafschaft Katzenelnbogen
- ab 1479: Heiliges Römisches Reich, Landgrafschaft Hessen (durch Erbfall), Obergrafschaft Katzenelnbogen
- ab 1567: Heiliges Römisches Reich, Landgrafschaft Hessen-Darmstadt, Obergrafschaft Katzenelnbogen, (1791: Amt Lichtenberg, Zent Oberramstadt, Roßdorfer Reiswagen)
- ab 1803: Heiliges Römisches Reich, Landgrafschaft Hessen-Darmstadt, Fürstentum Starkenburg, Amt Lichtenberg
- ab 1806: Großherzogtum Hessen,[Anm. 2] Fürstentum Starkenburg, Amt Lichtenberg[11]
- ab 1815: Großherzogtum Hessen, Provinz Starkenburg, Amt Lichtenberg
- ab 1821: Großherzogtum Hessen, Provinz Starkenburg, Landratsbezirk Reinheim[Anm. 3]
- ab 1832: Großherzogtum Hessen, Provinz Starkenburg, Kreis Dieburg
- ab 1848: Großherzogtum Hessen, Regierungsbezirk Dieburg
- ab 1852: Großherzogtum Hessen, Provinz Starkenburg, Kreis Dieburg
- ab 1871: Deutsches Reich, Großherzogtum Hessen, Provinz Starkenburg, Kreis Dieburg
- ab 1918: Deutsches Reich, Volksstaat Hessen, Provinz Starkenburg, Kreis Dieburg
- ab 1938: Deutsches Reich, Volksstaat Hessen, Landkreis Dieburg[12][Anm. 4]
- ab 1945: Deutsches Reich, Amerikanische Besatzungszone,[Anm. 5] Groß-Hessen, Regierungsbezirk Darmstadt, Landkreis Dieburg
- ab 1946: Deutsches Reich, Amerikanische Besatzungszone, Land Hessen, Regierungsbezirk Darmstadt, Landkreis Dieburg
- ab 1949: Bundesrepublik Deutschland, Land Hessen, Regierungsbezirk Darmstadt, Landkreis Dieburg
- ab 1977: Bundesrepublik Deutschland, Land Hessen, Regierungsbezirk Darmstadt, Landkreis Darmstadt-Dieburg, Gemeinde Roßdorf

### Gerichtszugehörigkeit
Gundernhausen lag im Gerichtsbezirk der Zent Oberramstadt. Die Zent war in sogenannte „Reiswagen“ eingeteilt, denen jeweils ein Oberschultheiß vorstand, die dem Zentgrafen unterstellt waren. Dieser Bezirk hatte einen Frachtwagen (Reiswagen) einschließlich Zugtieren und Fuhrknechten für Feldzüge bereitzustellen. Gundernhausen gehörte zum „Roßdorf Reiswagen“, zu dem auch Roßdorf sowie alle zugehörigen Höfe und Mühlen gehören. Die gesamte Zent Ober-Ramstadt war dem Amt Lichtenberg zugeteilt. Diese Einteilung bestand noch bis zum Beginn des 19. Jahrhunderts.
Mit Bildung der Landgerichte im Großherzogtum Hessen war ab 1821 das Landgericht Lichtenberg das Gericht erster Instanz, zweite Instanz war das Hofgericht Darmstadt. Es folgten:
- ab 1848: Landgericht Reinheim (Verlegung von Lichtenberg nach Reinheim), zweite Instanz: Hofgericht Darmstadt
- ab 1879: Amtsgericht Reinheim, zweite Instanz: Landgericht Darmstadt
- ab 1968: Amtsgericht Darmstadt mit der Auflösung des Amtsgerichts Reinheim, zweite Instanz: Landgericht Darmstadt

### Einwohnerentwicklung
| • 1791: | 464 Einwohner             |
| • 1800: | 498 Einwohner             |
| • 1806: | 540 Einwohner, 89 Häuser  |
| • 1829: | 735 Einwohner, 108 Häuser |
| • 1867: | 872 Einwohner, 135 Häuser |

| Gundernhausen: Einwohnerzahlen von 1791 bis 2011 | Gundernhausen: Einwohnerzahlen von 1791 bis 2011 | Gundernhausen: Einwohnerzahlen von 1791 bis 2011 | Gundernhausen: Einwohnerzahlen von 1791 bis 2011 | Gundernhausen: Einwohnerzahlen von 1791 bis 2011 |
| --- | ------------------------------------------------ | ------------------------------------------------ | ------------------------------------------------ | ------------------------------------------------ |
| Jahr |                                                  |                                                  |                                                  | Einwohner                                        |
| 1791 | 1791                                             |                                                  | 464                                              | 464                                              |
| 1800 | 1800                                             |                                                  | 498                                              | 498                                              |
| 1806 | 1806                                             |                                                  | 540                                              | 540                                              |
| 1829 | 1829                                             |                                                  | 735                                              | 735                                              |
| 1834 | 1834                                             |                                                  | 741                                              | 741                                              |
| 1840 | 1840                                             |                                                  | 800                                              | 800                                              |
| 1846 | 1846                                             |                                                  | 767                                              | 767                                              |
| 1852 | 1852                                             |                                                  | 815                                              | 815                                              |
| 1858 | 1858                                             |                                                  | 861                                              | 861                                              |
| 1864 | 1864                                             |                                                  | 850                                              | 850                                              |
| 1871 | 1871                                             |                                                  | 868                                              | 868                                              |
| 1875 | 1875                                             |                                                  | 857                                              | 857                                              |
| 1885 | 1885                                             |                                                  | 816                                              | 816                                              |
| 1895 | 1895                                             |                                                  | 908                                              | 908                                              |
| 1905 | 1905                                             |                                                  | 995                                              | 995                                              |
| 1910 | 1910                                             |                                                  | 1.020                                            | 1.020                                            |
| 1925 | 1925                                             |                                                  | 1.094                                            | 1.094                                            |
| 1939 | 1939                                             |                                                  | 1.124                                            | 1.124                                            |
| 1946 | 1946                                             |                                                  | 1.472                                            | 1.472                                            |
| 1950 | 1950                                             |                                                  | 1.714                                            | 1.714                                            |
| 1956 | 1956                                             |                                                  | 1.664                                            | 1.664                                            |
| 1961 | 1961                                             |                                                  | 1.754                                            | 1.754                                            |
| 1967 | 1967                                             |                                                  | 2.443                                            | 2.443                                            |
| 1970 | 1970                                             |                                                  | 2.584                                            | 2.584                                            |
| 1980 | 1980                                             |                                                  | ?                                                | ?                                                |
| 1990 | 1990                                             |                                                  | ?                                                | ?                                                |
| 2000 | 2000                                             |                                                  | ?                                                | ?                                                |
| 2011 | 2011                                             |                                                  | 3.126                                            | 3.126                                            |
| Datenquelle: Historisches Gemeindeverzeichnis für Hessen: Die Bevölkerung der Gemeinden 1834 bis 1967. Wiesbaden: Hessisches Statistisches Landesamt, 1968. Weitere Quellen: ; Zensus 2011 |                                                  |                                                  |                                                  |                                                  |

### Religionszugehörigkeit
| • 1829: | 727 lutherische (= 98,91 %), ein reformierter (= 0,14 %), 5 jüdische (= 0,68 %) und 2 katholische (= 0,27 %) Einwohner |
| • 1961: | 1324 evangelische (= 75,48 %), 382 katholische (= 21,78 %) Einwohner                                                   |

## Wappen
| Wappen von Gundernhausen | Blasonierung: „Ein Schild in Blau, unter einem silbernen sechszackigen Stern ein aufwärtsgekehrt liegender goldener Halbmond, an dem ein silbernes Hufeisen hängt.“ |
| Wappen von Gundernhausen | Das Wappen enthält Elemente des Siegels des gemeinsamen Dorfgerichts von Roßdorf und Gundernhausen aus dem 19. Jahrhundert.                                         |

Eine offizielle Flagge wurde nie genehmigt. Es gibt jedoch eine nichtamtliche Flagge, die auf weiß-rot-geviertem Flaggentuch das Gemeindewappen zeigt.

## Regelmäßige Veranstaltungen
- Juli: Parkfest[18]
- September: Ein wichtiges Fest im Dorf ist die erstmals 1599 schriftlich erwähnte Kirchweih (Kerb). Sie findet am 1. Sonntag nach dem 1. September über vier Tage statt und wird von der gesamten Bevölkerung gefeiert.[19]
- November/Dezember: Weihnachtsmarkt[20]

## Verkehr
Der Haltepunkt Gundernhausen lag an der Bahnstrecke Darmstadt Ost–Groß-Zimmern. Der Personenverkehr wurde am 1. Juni 1966 eingestellt. Diese Bahnstrecke ist stillgelegt. Gundernhausen ist über eine eigene Anschlussstelle an die autobahnähnlich ausgebaute Bundesstraße B26 in Fahrtrichtungen Darmstadt und Dieburg angeschlossen sowie in Richtung Darmstadt über die B38 angebunden.
Außerdem fahren drei Buslinien durch/ab Gundernhausen:
- 672: Darmstadt – Roßdorf – Gundernhausen Hauptstraße – Groß-Zimmern – Dieburg
- 673: Darmstadt – Roßdorf – Gundernhausen Stetteritz
- X78: Darmstadt – Gundernhausen Aussiedlerhöfe (abgelegen) – Groß-Zimmern – Klein-Zimmern – Semd